# Listă de filme idol: E
Aceasta este o listă de filme idol în ordine alfabetică. Vedeți Listă de filme idol pentru lista principală.
| Film                                                                       | An        | Regizor                      | Surse  |
| -------------------------------------------------------------------------- | --------- | ---------------------------- | ------ |
| Earth Girls Are Easy                                                       | 1988      | Julien Temple                | [ 1 ]  |
| Easy Rider                                                                 | 1969      | Dennis Hopper                | [ 2 ]  |
| Eat the Rich                                                               | 1987      | Peter Richardson             | [ 3 ]  |
| Eating Raoul                                                               | 1982      | Paul Bartel                  | [ 4 ]  |
| Edward Scissorhands                                                        | 1990      | Tim Burton                   | [ 5 ]  |
| Eegah                                                                      | 1962      | Arch Hall Sr.                | [ 6 ]  |
| Egymásra Nézve (Another Way)                                               | 1982      | Károly Makk and János Xantus | [ 7 ]  |
| El Topo                                                                    | 1970      | Alejandro Jodorowsky         | [ 8 ]  |
| Emmanuelle                                                                 | 1974      | Just Jaeckin                 | [ 8 ]  |
| L'Emmerdeur (A Pain in the...)                                             | 1973      | Edouard Molinaro             | [ 9 ]  |
| Empire                                                                     | 1964      | Andy Warhol                  | [ 10 ] |
| Empire Records                                                             | 1995      | Allan Moyle                  | [ 11 ] |
| The Endless Summer                                                         | 1966      | Bruce Brown                  | [ 12 ] |
| Les Enfants du Paradis (Children of Paradise)                              | 1945      | Marcel Carné                 | [ 13 ] |
| Enter the Dragon                                                           | 1973      | Robert Clouse                | [ 8 ]  |
| Enter the Void                                                             | 2009      | Gaspar Noé                   | [ 14 ] |
| Equilibrium                                                                | 2002      | Dennis Muren and Jack Woods  | [ 15 ] |
| Equinox                                                                    | 1970      | Robert Day                   | [ 4 ]  |
| Eraserhead                                                                 | 1977      | David Lynch                  | [ 8 ]  |
| Escape from New York                                                       | 1981      | John Carpenter               | [ 16 ] |
| Eskimo Limon                                                               | 1978      | Boaz Davidson                | [ 17 ] |
| Esperando la Carroza (Waiting for the Hearse)                              | 1985      | Alejandro Doria              | [ 18 ] |
| Esta Noite Encarnarei no Teu Cadáver (This Night I'll Possess Your Corpse) | 1967      | José Mojica Marins           | [ 19 ] |
| Et Dieu Créa La Femme (And God Created Woman)                              | 1956      | Roger Vadim                  | [ 4 ]  |
| Eternal Sunshine of the Spotless Mind                                      | 2004      | Michel Gondry                | [ 20 ] |
| Ethel & Ernest                                                             | 2016      | Roger Mainwood               | [ 21 ] |
| Europa (Zentropa)                                                          | 1991      | Lars von Trier               | [ 4 ]  |
| Event Horizon                                                              | 1997      | Paul W. S. Anderson          | [ 22 ] |
| Everything You Always Wanted to Know About Sex* (*But Were Afraid to Ask)  | 1972      | Woody Allen                  | [ 23 ] |
| The Evil Dead Evil Dead II                                                 | 1981 1987 | Sam Raimi                    | [ 5 ]  |
| Ex Drummer                                                                 | 2007      | Koen Mortier                 | [ 24 ] |
| Exit... nur Keine Panik (Exit – But Don't Panic)                           | 1980      | Franz Novotny                | [ 25 ] |
| Exit Through the Gift Shop                                                 | 2010      | Banksy                       | [ 26 ] |
| Exotica                                                                    | 1994      | Atom Egoyan                  | [ 27 ] |
| Explorers                                                                  | 1985      | Joe Dante                    | [ 28 ] |